# ヴィエルコポルスカ内戦

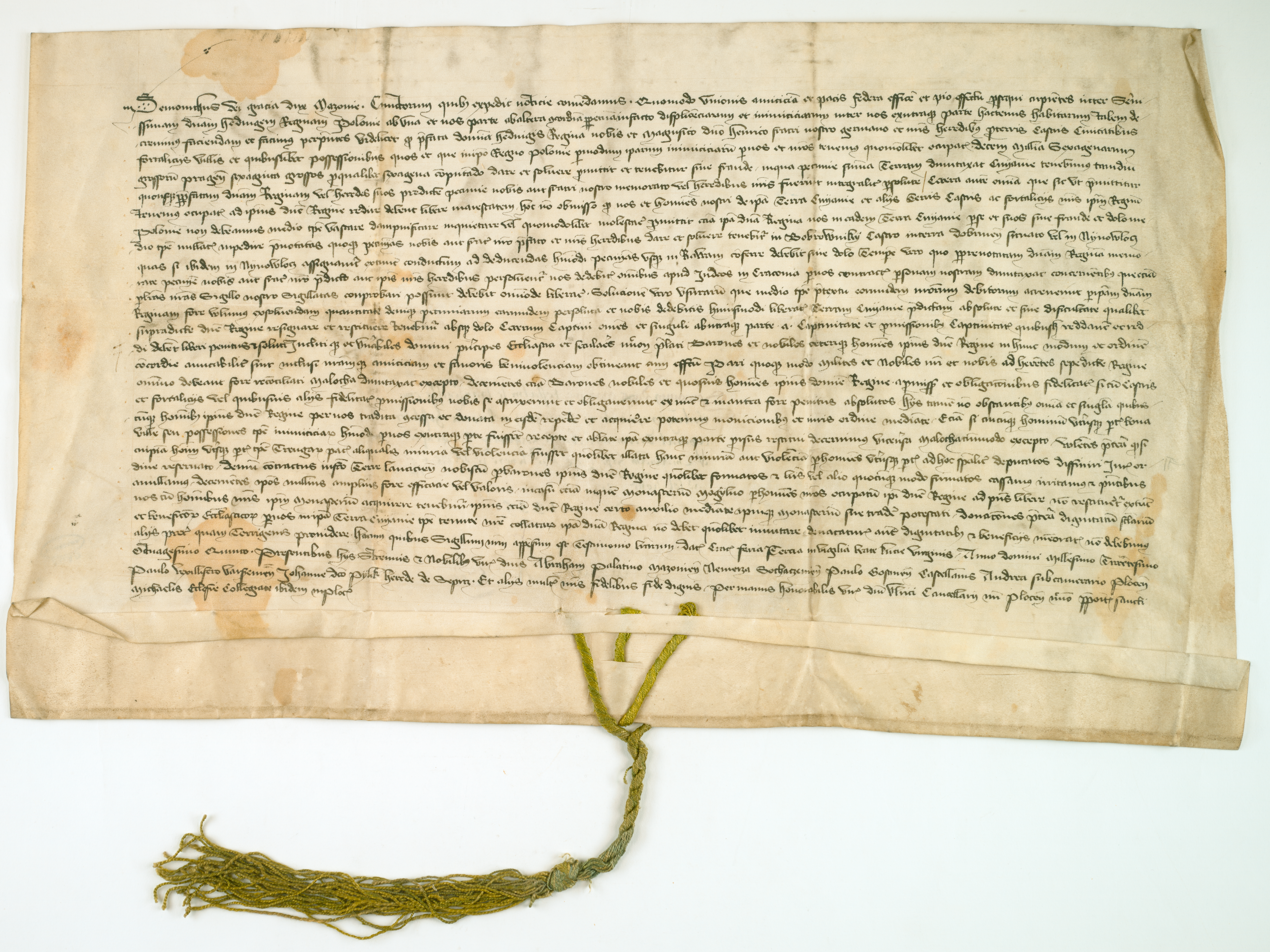
シェモヴィト4世とヤドヴィガの停戦交渉 (1385年12月12日)

ヴィエルコポルスカ内戦 (ポーランド語: Wojna domowa w Wielkopolsce) は、1382年から1385年にかけて ポーランド王国の空位時代に発生した、ヴィエルコポルスカ（大ポーランド）でのピャスト家、アンジュー＝シチリア家、ルクセンブルク家、ヤギェウォ家間の戦争。
また内戦の中心となったヴィエルコポルスカの勢力グジマワ家とナウェンチュ家の名をとって グジマワ＝ナウェンチュ戦争 (ポーランド語: Wojna Grzymalitów z Nałęczami)とも呼ばれる。

## 内戦
1370年にカジミェシュ3世が死去し、ポーランド・ピャスト朝が断絶し、甥でアンジュー＝シチリア家のハンガリー王ラヨシュ1世が王位を継承した。そのラヨシュ1世が1382年に男子が無いまま死去すると、ポーランドは空位時代に入った。 1374年のコシツェ特許で、ポーランド王位はラヨシュ1世の娘の一人が継ぐことになっており、ラヨシュ1世は次女のマーリアを指名していたが、これは王の死後議論を巻き起こした。マーリアの夫でルクセンブルク家のジギスムントがポーランドでは不人気だったためである。王位継承をめぐって派閥抗争が激化し、内戦が勃発した。グジマワ家はジギスムントを支援し、一方ナウェンチュ家を中心とする派閥はマゾフシェ公シェモヴィト4世を推した。
ヴィエルコポルスカの大貴族が戦争を続けている一方で、マウォポルスカ（小ポーランド）の貴族たちが第三の選択肢の元に結集し始めた。1384年、マーリアの妹で10歳のヤドヴィガがポーランド王に即位し、ここにポーランド・ハンガリー連合は解消され、内戦もほとんど終結した。ジギスムントとシェモヴィト4世の戦争は、結局のところ全く無意味なものだった。ヤドヴィガの婚約者でハプスブルク家のヴィルヘルムも不人気だったため、マウォポルスカ貴族たちはこの婚約を解消させ、1386年にヤギェウォ家のリトアニア大公ヴワディスワフ2世（ヨガイラ）と結婚させた。彼もまたリトアニアの内戦を切り抜けたばかりだった。2人の結婚によりヤギェウォ朝によるポーランド・リトアニア合同が成立した。
この内戦中、多くの貴族が殺害され、数々の家系が甚大な損失を被った。